# Rebel Wilson

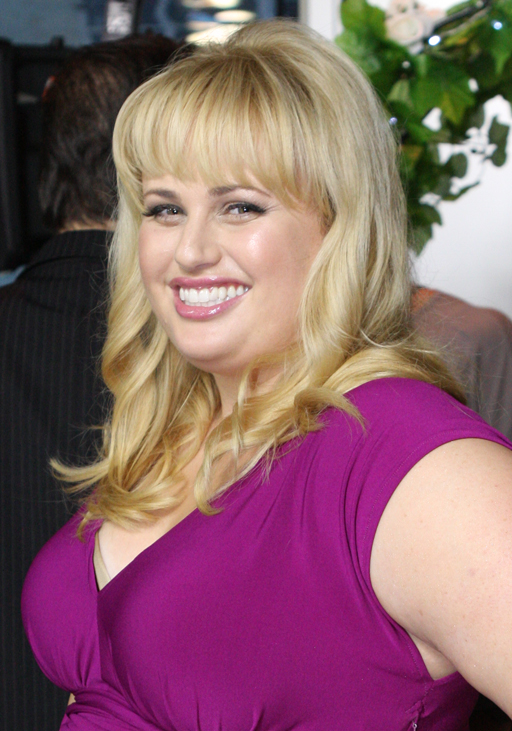
Wilson bei der Premiere von Die Trauzeugen in Sydney (2012)

Rebel Melanie Elizabeth Wilson (* 2. März 1980 als Melanie Elizabeth Bownds in Sydney, New South Wales) ist eine australische Schauspielerin, Drehbuchautorin, Filmproduzentin und Stand-up-Komikerin.

## Leben und Karriere
Wilson studierte zunächst an der University of New South Wales Jura und Kunst. Sie absolvierte ihre Schauspielausbildung am The Australian Theatre for Young People (ATYP) und setzte ihre Ausbildung später im Rahmen eines Stipendiums bei der US-amerikanischen Theatergruppe The Second City fort. Sie trat dann mit der Sydney Theatre Company und beim Melbourne Comedy Festival auf.
Wilson wurde zuerst in Australien durch ihre Rolle als Toula in fünf Staffeln der Fernsehserie Pizza bekannt. Später folgten Auftritte in verschiedenen Fernsehshows, darunter von 2006 bis 2007 in der Comedyshow The Wedge. Nach einer kurzen Rolle als WG-Genossin von Kristen Wiig in der Komödie Brautalarm (2011) erhielt sie auch erste Angebote für größere Rollen in US-amerikanischen Produktionen. 2012 war sie dann in Die Hochzeit unserer dicksten Freundin, Small Apartments, Was passiert, wenn’s passiert ist und Pitch Perfect zu sehen.
2017 wurde sie in die Academy of Motion Picture Arts and Sciences (AMPAS) aufgenommen, die jährlich die Oscars vergibt.
Im September 2017 verurteilte der Oberste Gerichtshof des australischen Bundesstaats Victoria die Bauer Media Group zu einer Entschädigungszahlung von 4.567.472 Australischen Dollar (rund 3 Millionen Euro, die bis dahin höchste solche Summe in der Rechtsgeschichte Australiens) an Wilson wegen Verleumdung. Darin enthalten waren 3.917.472 Dollar als Ausgleich für entgangene Filmrollen, weil Wilson in Zeitschriften des Unternehmens als notorische Lügnerin dargestellt worden sei. Ein Berufungsgericht reduzierte im Juni 2018 die Entschädigungssumme auf umgerechnet etwa 380.000 Euro.
2019 schrieb sie das Drehbuch zu Hollywoods erstem K-Pop-Film Seoul Girls, der 2020 von Lionsgate veröffentlicht werden sollte. Wilson konzentrierte sich ab 2020 sehr auf ihre Gesundheit, was einen enormen Gewichtsverlust zur Folge hatte. Der Film Senior Year (2022) war der erste Film, in dem sie nicht mehr die humorvolle Klischeedicke verkörperte.
2022 machte Wilson ihre Beziehung zu der Modedesignerin Ramona Agruma öffentlich, nachdem sie sich von der Zeitung The Sydney Morning Herald zum Coming Out gedrängt gefühlt hatte. Im Februar 2023 folgte die Verlobung im kalifornischen Disneyland und im Sommer 2024 die Hochzeit in Italien.
Im November 2022 wurde sie Mutter einer Tochter.

## Filmografie (Auswahl)
- 2003: Fat Pizza
- 2003–2007: Pizza (Fernsehserie, 14 Folgen)
- 2006: World Record Pizza (Fernsehserie, 6 Folgen)
- 2007: Ghost Rider
- 2008: Bogan Pride (Fernsehserie, 6 Folgen)
- 2008: Monster House (Fernsehserie, 2 Folgen)
- 2010: Rules of Engagement (Fernsehserie, eine Folge)
- 2011: Brautalarm (Bridesmaids)
- 2011: Die Trauzeugen (A Few Best Men)
- 2012: Die Hochzeit unserer dicksten Freundin (Bachelorette)
- 2012: Small Apartments
- 2012: Was passiert, wenn’s passiert ist (What to Expect When You’re Expecting)
- 2012: Vom Blitz getroffen (Struck by Lightning)
- 2012: Ice Age 4 – Voll verschoben (Ice Age: Continental Drift, Sprechrolle)
- 2012: Pitch Perfect
- 2013: Pain & Gain
- 2013–2014: Super Fun Night (Fernsehserie, 17 Folgen)
- 2014: Nachts im Museum: Das geheimnisvolle Grabmal (Night at the Museum: Secret of the Tomb)
- 2015: Pitch Perfect 2
- 2016: How to Be Single
- 2016: Der Spion und sein Bruder (Grimsby)
- 2016: Absolutely Fabulous: Der Film
- 2017: Pitch Perfect 3
- 2019: Isn’t It Romantic
- 2019: Glam Girls – Hinreißend verdorben (The Hustle)
- 2019: Jojo Rabbit
- 2019: Cats
- 2019: Les Norton (Miniserie, 10 Folgen)
- 2022: Senior Year
- 2022: The Almond and the Seahorse
- 2024: The Deb
- 2025: Bride Hard
- 2025: Juliet & Romeo

## Auszeichnungen
Goldene Himbeere
- 2020: Nominiert als schlechteste Schauspielerin in Glam Girls – Hinreißend verdorben
- 2020: Schlechteste Nebendarstellerin in Cats